# Jens Karlsson
Jens Karlsson (* 7. November 1982 in Göteborg) ist ein ehemaliger schwedischer Eishockeyspieler, der über viele Jahre für den Frölunda HC in der Svenska Hockeyligan und den Borås HC in der HockeyAllsvenskan aktiv war. Sein Bruder Sebastian Karlsson ist ebenfalls Eishockeyspieler.

## Karriere
Die ersten Stehversuche auf dem Eis wagte Jens Karlsson in der Jugend von Frölunda HC, für die er auch in den ersten Profi-Jahren zwischen 2000 und 2005 spielte. Die Leistungen seines ersten Profi-Jahres veranlassten die Los Angeles Kings dazu, ihn in der ersten Runde beim NHL Entry Draft 2001 auszuwählen. Während der Zeit in Göteborg stand der fast 1,90 m große Stürmer zweimal für wenige Spiele Zweitligisten zur Verfügung. Seine vorerst letzte Station in Schweden wurde zur Saison 2005/06 HV71. Nach einer Spielzeit entschied er sich zu einem Wechsel in die DEL, um neue Erfahrungen in Hinblick auf eine mögliche NHL-Karriere sammeln zu können. Deshalb unterzeichnete er einen Einjahresvertrag bei den Iserlohn Roosters, der nicht verlängert wurde. Ab der Saison 2007/08 stand er fast durchgehend beim Borås HC in der HockeyAllsvenskan unter Vertrag, absolvierte jedoch auch einige Einsätze bei AaB Ishockey aus Dänemark, den Frölunda HC im Jahr 2010 sowie für Vålerenga Ishockey aus der norwegischen Hauptstadt Oslo.
In der Saison 2014/15 war er in seiner Heimatstadt für den Göteborgs IK in der drittklassigen Hockeyettan aktiv, ehe er seine Karriere beendete.

## Erfolge und Auszeichnungen
- 2000 Bronzemedaille bei der U18-Junioren-Weltmeisterschaft
- 2000 Meister der J20 SuperElit mit dem Frölunda HC
- 2001 Meister der J20 SuperElit mit dem Frölunda HC
- 2003 Schwedischer Meister mit dem Frölunda HC
- 2005 Schwedischer Meister mit dem Frölunda HC
- 2013 Norwegischer Vizemeister mit  Vålerenga Ishockey

## Karrierestatistik
(Legende zur Spielerstatistik: Sp oder GP = absolvierte Spiele; T oder G = erzielte Tore; V oder A = erzielte Assists; Pkt oder Pts = erzielte Scorerpunkte; SM oder PIM = erhaltene Strafminuten; +/− = Plus/Minus-Bilanz; PP = erzielte Überzahltore; SH = erzielte Unterzahltore; GW = erzielte Siegtore; 1 Play-downs/Relegation; Kursiv: Statistik nicht vollständig)